# Uroctea
Uroctea (лат.) — род аранеоморфных пауков из семейства Oecobiidae. Включает в себя 18 видов. Ловчая сеть очень похожа на те, что строят пауки рода Oecobius. Распространены в Евразии и Африке.

## Виды
- Uroctea compactilis L. Koch, 1878 (Китай, Корея, Япония)
- Uroctea concolor Simon, 1882 (Йемен)
- Uroctea durandi (Latreille, 1809) (Средиземноморье)
- Uroctea grossa Roewer, 1960 (Афганистан)
- Uroctea hashemitorum Bosselaers, 1999 (Иордания)
- Uroctea indica Pocock, 1900 (Индия)
- Uroctea lesserti Schenkel, 1936 (Китай, Корея)
- Uroctea limbata (C. L. Koch, 1843) (Палеарктика)
- Uroctea manii Patel, 1987 (Индия)
- Uroctea matthaii Dyal, 1935 (Пакистан)
- Uroctea paivani (Blackwall, 1868) (Канарские о-ва, Кабо-Верде)
- Uroctea quinquenotata Simon, 1910 (Южная Африка)
- Uroctea schinzi Simon, 1887 (Южная Африка)
- Uroctea semilimbata Simon, 1910 (Южная Африка)
- Uroctea septemnotata Tucker, 1920 (Намибия, Южная Африка)
- Uroctea septempunctata (O. P.-Cambridge, 1872) (Израиль)
- Uroctea Суданensis Benoit, 1966 (Судан, Сомали)
- Uroctea thaleri Rheims, Santos & Harten, 2007 (Йемен)